# Умбер, Фернан
Жак Шарль Фернан Умбер (фр. Jaques Charles Fernand Humbert, род. 8 октября 1842 г. Париж — ум. 6 октября 1934 там же) — французский художник-портретист, мастер исторического жанра в живописи.

## Жизнь и творчество
Фернан Умбер получил художественное образование в Высшей школе изящных искусств в Париже, куда поступил в 1861 году. Среди его учителей следует назвать Франсуа-Эдуара Пико, Александра Кабанель и Эжена Фромантена. Дядя Фернана, учившийся у Доминика Энгра, Шарль Умбер, был известным художником-пейзажистом. В 1865 году Ф.Умбер впервые выставляет свои работы в Парижском салоне (картина «Бегство Нерона»). В 1866, 1867 и в 1869 годах был удостоен наград за свои произведения в Салоне. В 1874 году начинает писать свою «работу всей жизни» «Pro Patria» (За родину), представляющую серию настенных картин, украшающих парижский Пантеон, которую завершил в 1900 году. Основной темой этого цикла были история Франции и Парижа, а также изображение Триумфа Республики. В своих работах мастер использовал новейшие достижения современной живописи, что снискало ему известность и за пределами Франции (например, о нём сообщала германская пресса). Пользовался также большим успехом среди парижских заказчиков как мастер женского портрета. В начале ХХ столетия художник открывает собственную школу живописи «академия Умбера».
Мастерство Ф.Умбера получило заслуженную оценку современного ему французского общества. Был награждён орденом Почётного легиона, затем стал его офицером и Командором. Профессор Академии изящных искусств в Париже (до 1902 года).

## Академия Умбера
Ф.Умбер ещё в молодости, совместно со своим коллегой Анри Жерве, даёт частные уроки живописи. В 1898 году он открывает собственную художественную школу на бульваре Клиши, близ Мулен-Руж, на Монмартре. Первоначально её посещают в основном американские студенты. В 1902—1904 годах здесь учатся Франсис Пикабиа и Жорж Брак, который в этой академии знакомится с Мари Лорансен, введшей Брака в круг «банды Пикассо». Среди других учеников Умбера следует назвать Рауля Дюфи и Отона Фриза. Сам Ф.Умбер, несмотря на свою известность педагога, участвовал в занятиях не часто, лишь по субботам, в то время как во вторник и четверг занятия вели его коллеги Альбер Валле (1852—1918) и Франсуа Тревено (1856—1943). Обнажённые модели всех возрастов стояли в пользовании у учеников и учениц за ежегодную плату в 320 французских франков.

## Галерея

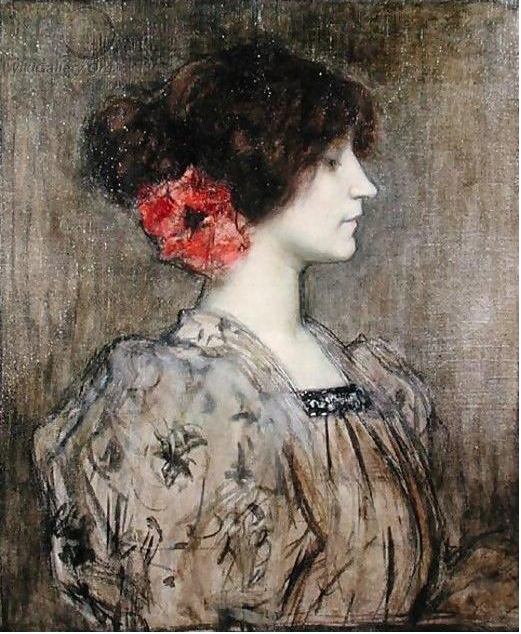
Портрет Колетт, ок. 1896
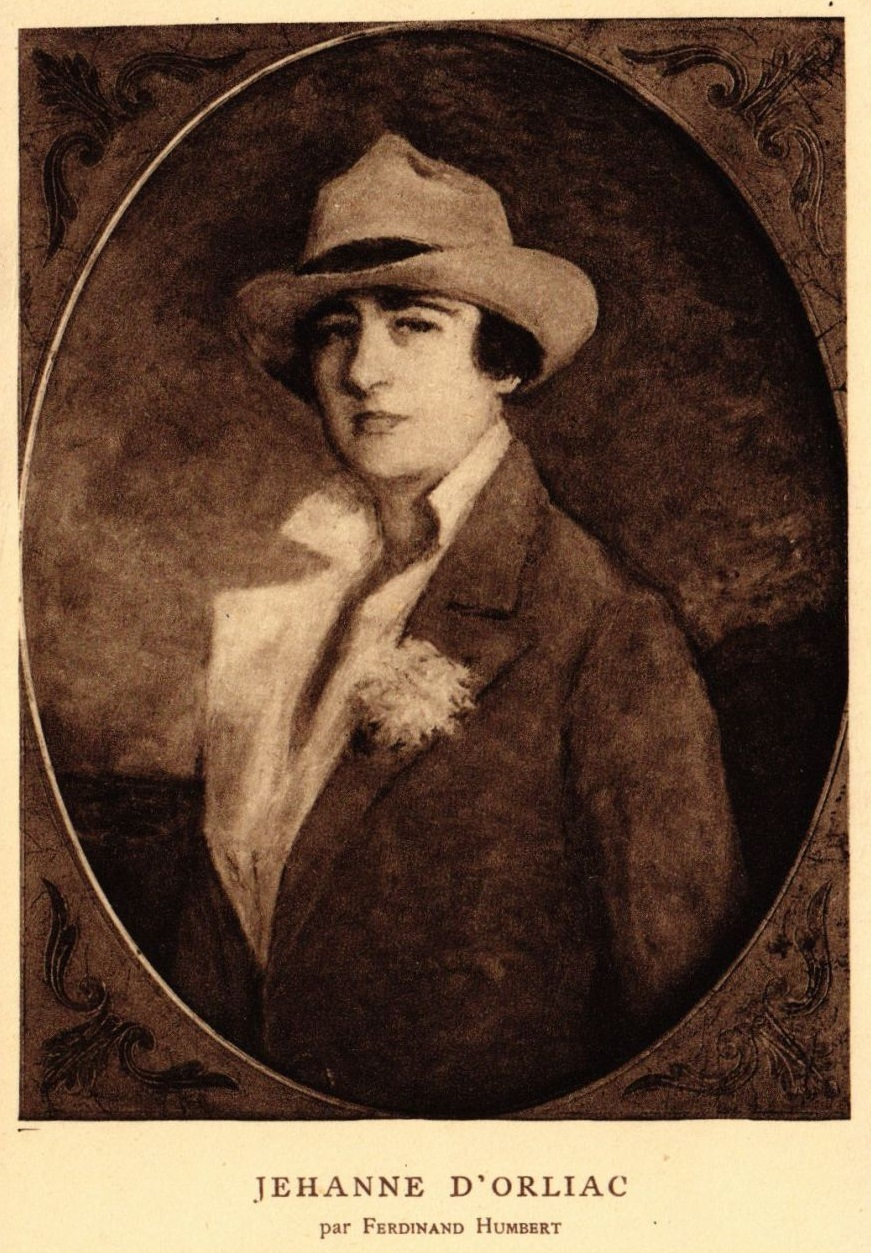
Портрет Жанны д'Орлиак, ок. 1930
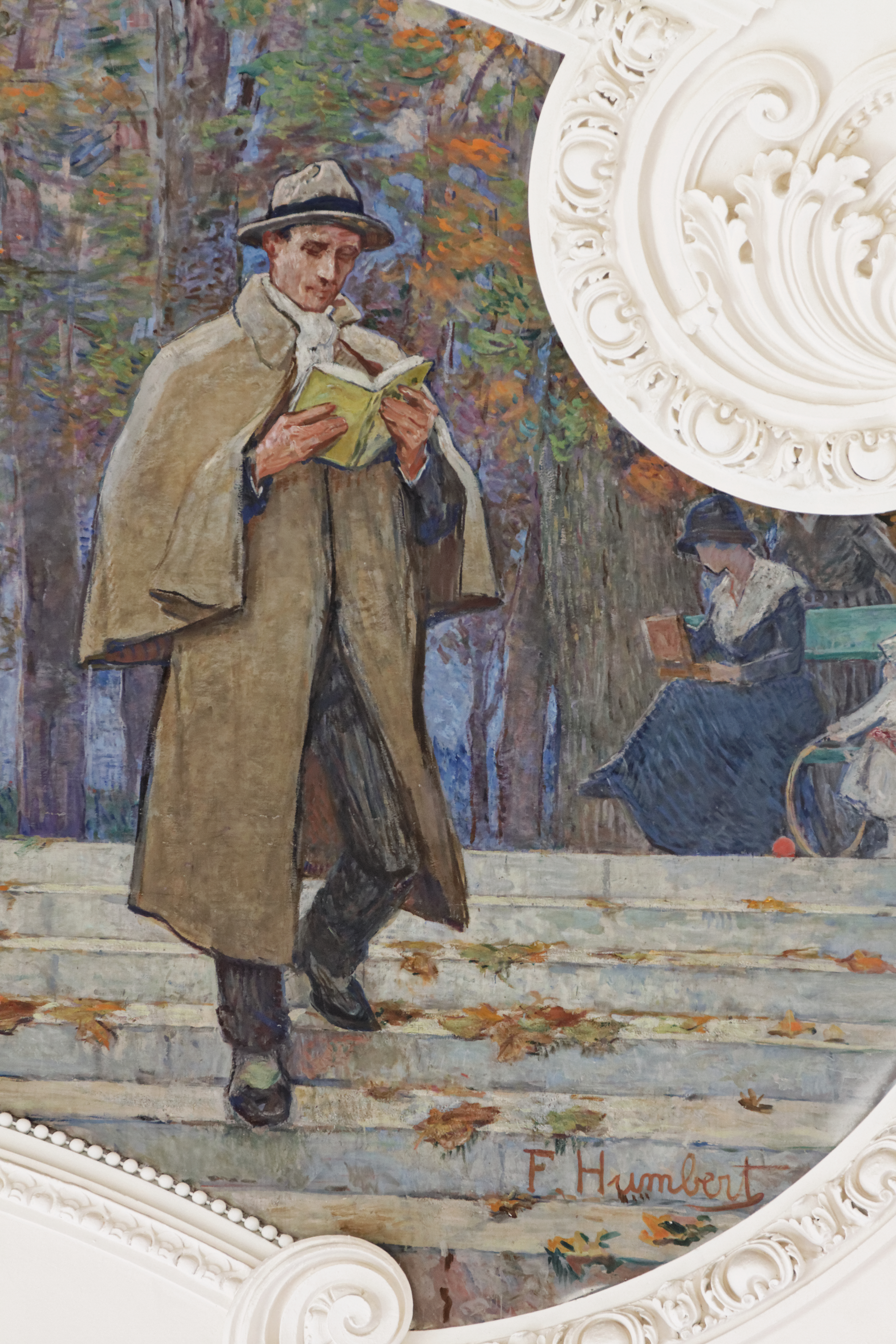
Интерьер Малого Дворца (Пети-Пале) в Париже
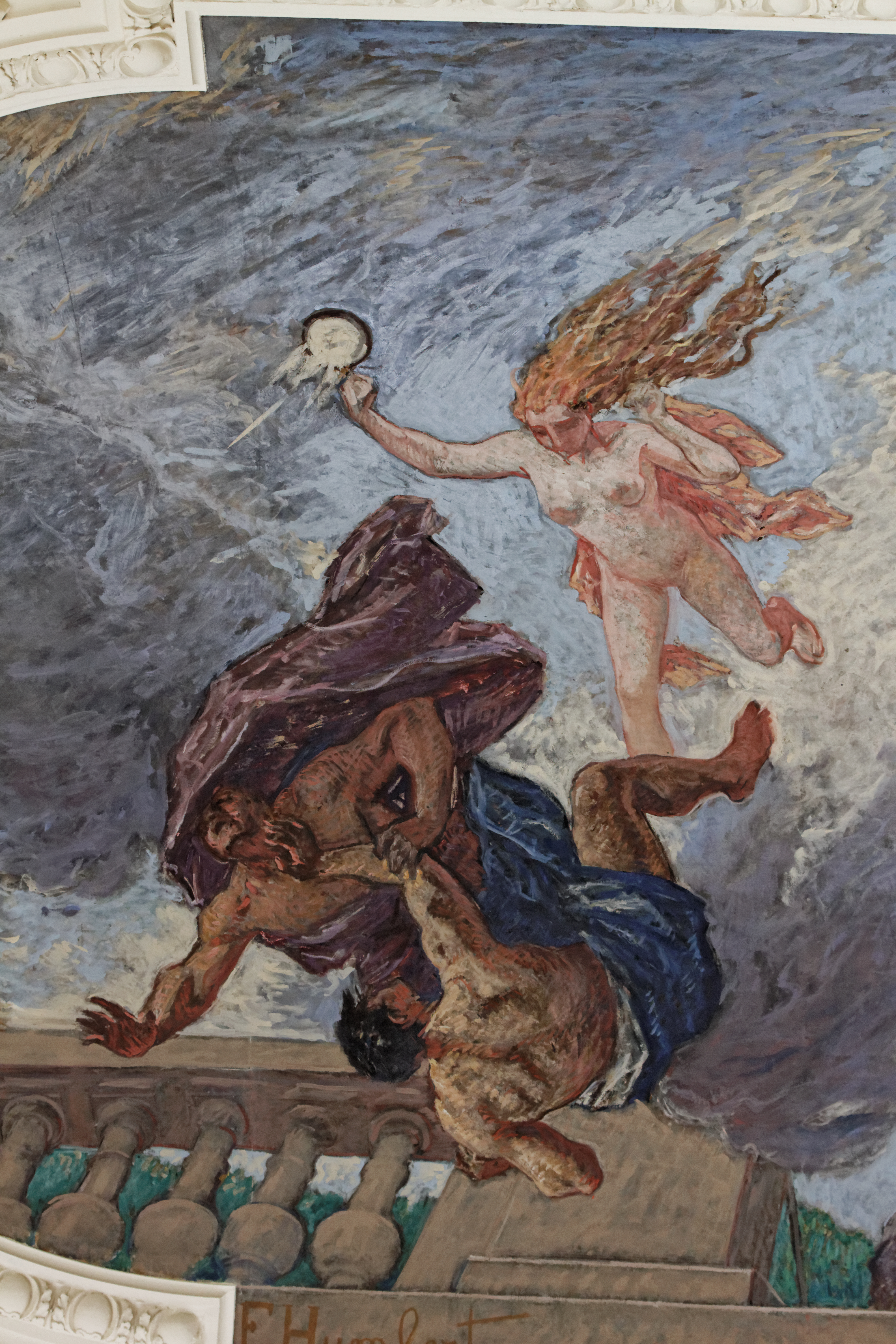
Интерьер Малого Дворца в Париже
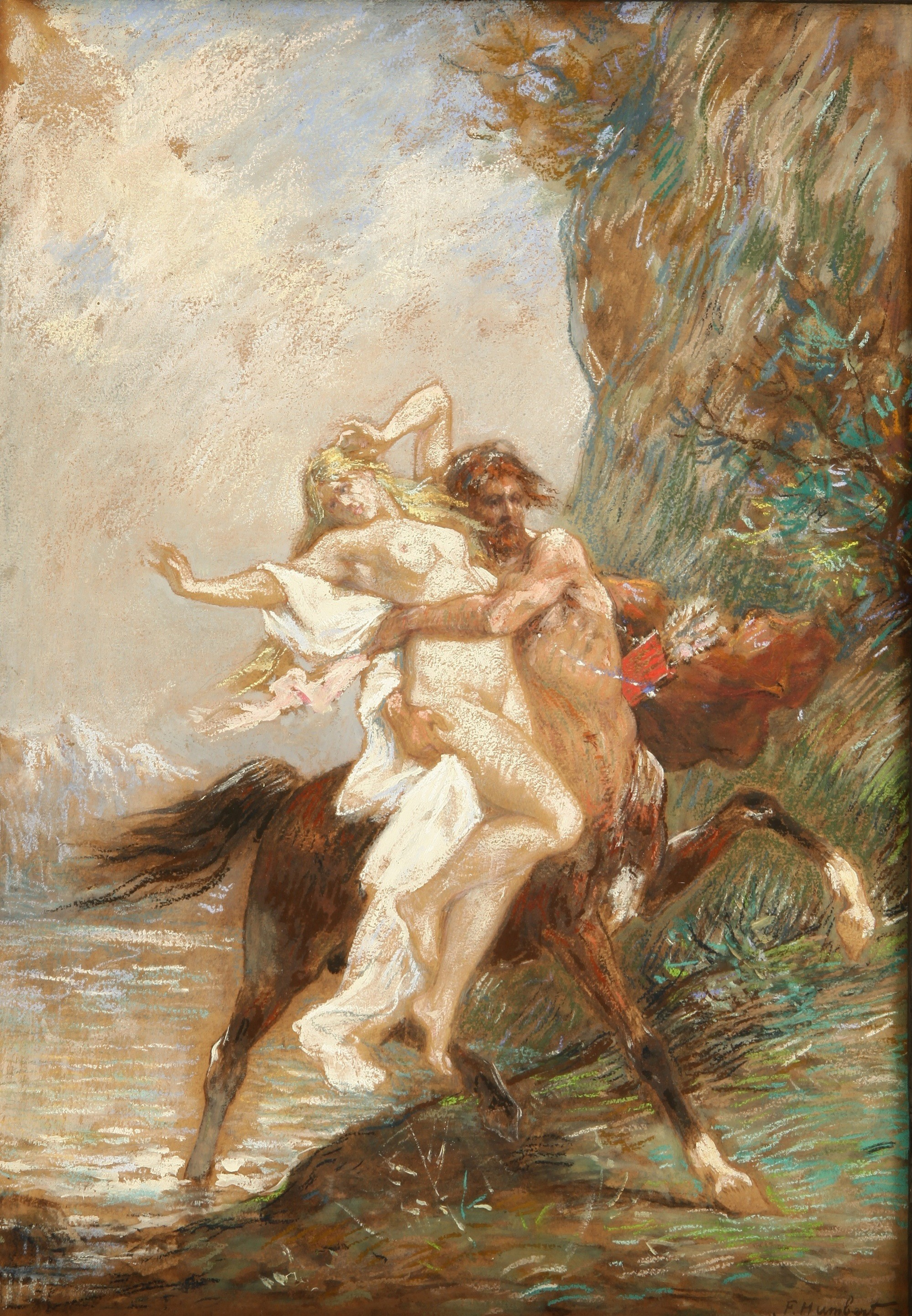
Похищение Деяниры